# VISA (программная архитектура)
VISA, Virtual Instrument Software Architecture — широко используемый стандартизированный интерфейс ввода-вывода в области тестирования и измерений для управления приборами с персонального компьютера. Поддерживает интерфейсы IEEE-488 (GPIB), VXI, RS-232, а также USB для измерительных устройств. Реализация VISA (например, NI VISA) представляет собой библиотеку функций для языков C, Visual Basic и G, которые унифицируют доступ ко всем измерительным устройствам, независимо от используемого протокола и аппаратуры (например, независимо от модели GPIB-адаптера).
Интерфейс VISA предполагает общение с прибором в форме «запрос-ответ». Компьютер отправляет специфичную для конкретного прибора команду-запрос (например, требование выполнить измерение физической величины) и ждёт ответа (например, отчёт о состоянии или результаты измерений) от прибора. Интерфейс также поддерживает специфичные для шины особенности, например, при работе с GPIB общение может также быть инициировано прибором с помощью прерывания, а для RS-232 можно конфигурировать битрейт, количество битов в кадре данных и т. д.
VISA был разработан компанией National Instruments в середине 1990-х для автоматизации измерений с помощью так называемых «виртуальных приборов» (VI). Используется в основном в таких программных продуктах компании, как LabVIEW, LabWindows и Measurement Studio. Несмотря на то, что интерфейс VISA стандартизирован, наиболее часто используется проприетарная реализация от National Instruments. Эта библиотека может быть бесплатно скачана с сайта компании после регистрации, есть версии для Linux, Mac OS, Windows. В комплект с библиотекой включены также несколько программных инструментов, например, NI Spy — программа для протоколирования обращений к библиотеке NI VISA.

## PyVISA
PyVISA — это обёртка для библиотеки NI VISA, предоставляющая интерфейс для языка программирования Python. Авторы библиотеки Torsten Bronger, Ахен, Германия и Gregor Thalhammer, Иннсбрук, Австрия; издана по свободной лицензии MIT. Библиотека позволяет использовать всё удобство и гибкость высокоуровневого языка программирования Python для быстрой разработки систем сбора и обработки данных с измерительного оборудования в научной лаборатории.
PyVISA предоставляет высокоуровневые функции для опроса приборов и работы с массивами данных.

### Пример использования
Ниже приведён пример использования PyVISA для получения спектра и измерения мощности лазерного излучения, приходящего в оптический спектроанализатор Agilent 86142.
Прежде всего, нужно импортировать библиотеку PyVISA (в коде именуется visa). Для каждого инструмента создаётся класс instrument, в котором есть методы для чтения/отправки данных (read, write, ask, ask_for_values…).
```
import
 
visa

visa
.
get_instrument_list
()
 
# Просмотр всех доступных инструментов

OSA
 
=
 
visa
.
instrument
(
"GPIB::02::INSTR"
)

```

Опрос и идентификация прибора с использованием стандартной команды SCPI «*IDN?»
```
OSA
.
ask
(
"*IDN?"
)
 
# Вернёт модель прибора с адресом GPIB::02

OSA
.
timeout
 
=
 
40
 
# Ответ от прибора ожидается до 40 секунд

```

Получение текущего спектра в виде массива в переменную trace:
```
OSA
.
write
(
"CALC1:AVER:STAT ON"
)
 
# Включаем усреднение измерений

OSA
.
write
(
"CALC1:AVER:COUN 9"
)
 
# Усреднение производится по 9-ти спектрам

OSA
.
ask
(
"INIT; *OPC?"
)
 
# Запускаем измерение и ждём его окончания, после чего прибор вернёт "+1"

trace
 
=
 
OSA
.
ask_for_values
(
"TRACE? TRA"
)
 
# Получаем спектр в переменную trace

```

Установка маркера мощности на спектр и опрос его значения:
```
OSA
.
write
(
"CALC:MARK1:MAX"
)
 
# Устанавливаем маркер на пик в спектре

power
 
=
 
OSA
.
ask
(
"CALC:MARK1:Y?"
)
 
# Считываем значение мощности лазера

wl
 
=
 
OSA
.
ask
(
"CALC:MARK1:X?"
)
 
# Считываем длину волны лазера

```